# Landrévarzec
Landrévarzec é uma comuna francesa na região administrativa da Bretanha, no departamento Finisterra. Estende-se por uma área de 20,18 km². Em 2010 a comuna tinha 1 887 habitantes (densidade: 93,5 hab./km²).